# Station Brzustów
Station Brzustów is een spoorwegstation in de Poolse plaats Brzustów.